# Хиросэ-тайся
Хиросэ-тайся (яп. 廣瀬大社) — синтоистское святилище, расположенное в префектуре Нара, Япония, в месте слияния реки Ямато с Таката и Хиросэ.
Согласно легенде, в правление императора Судзина на этом месте за одну ночь болото превратилось в прекрасный сад. Услышав о чуде, Судзин приказал воздвигнуть там храм.
Святилище упоминается уже в «Энгисики». В эпоху Хэйан храм один из первых вошёл в список 22 элитных святилищ, получавшие непосредственную поддержку японского императорского двора.
В Нихон-сёки неоднократно упоминаются обращения к местным ками в связи с засухой, ливнями, землетрясениями. Сегодня местные божества считаются охранителями воды.
В 1506 году все сокровища и записи храма погибли в пожаре. 
С 1871 по 1946 год святилище было официально причислено к кампэй-тайся (яп. 官幣大社 большие императорские храмы) — высшей категории поддерживаемых государством святилищ.